# Vikunjawolle
Vikunjawolle bezeichnet die Haare des südamerikanischen Vikunja, eines Tiers der Gattung der Neuweltkamele. Sie hat den zweitgeringsten Faserdurchmesser aller genutzten Tierhaare und ist die teuerste legale Wolle.

## Eigenschaften

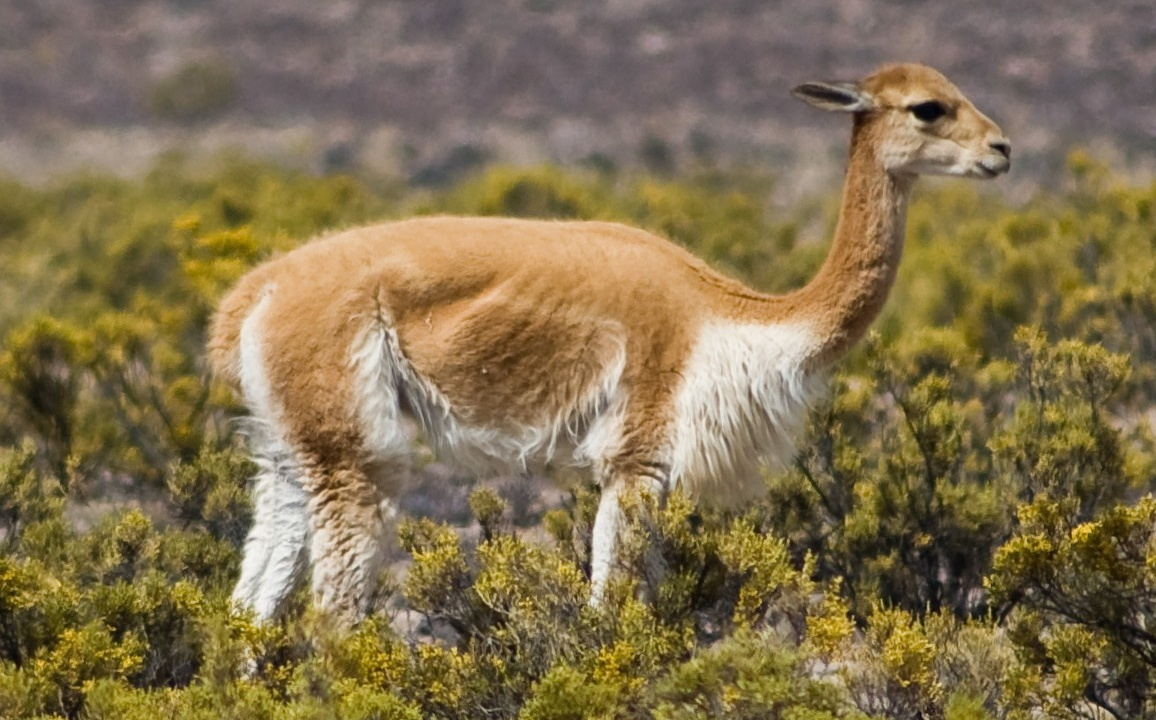
Vikunja

Das zur Herstellung von Vikunjawolle verwendete Wollhaar des Vikunja ist nach Shahtoosh, dem Haar der Tibetantilope, eines der feinsten Tierhaare mit einem Haardurchmesser von durchschnittlich 8–13 bzw. 11–13,5 Mikrometer. Unter den tierischen Textilfasern haben neben Shahtoosh nur noch die verschiedenen Seiden und Byssus einen geringeren Faserdurchmesser. Die Oberflächenstruktur der Faser ist geschuppt wie bei Schafwolle. Der Schuppenabstand beträgt zwischen 7 und 14 Schuppenringe pro 100 Mikrometer. Die Zellanordnung der Faser ist im Transmissionselektronenmikroskop bilateral (wie auch beim Guanako), während sie beim Lama und Alpaka ungeordnet ist. Daneben kann Vikunjawolle auch mit Massenspektrometrie identifiziert werden. Vor der Verarbeitung wird das Wollhaar durch Sortierung vom Deckhaar getrennt.

## Gewinnung und Verarbeitung

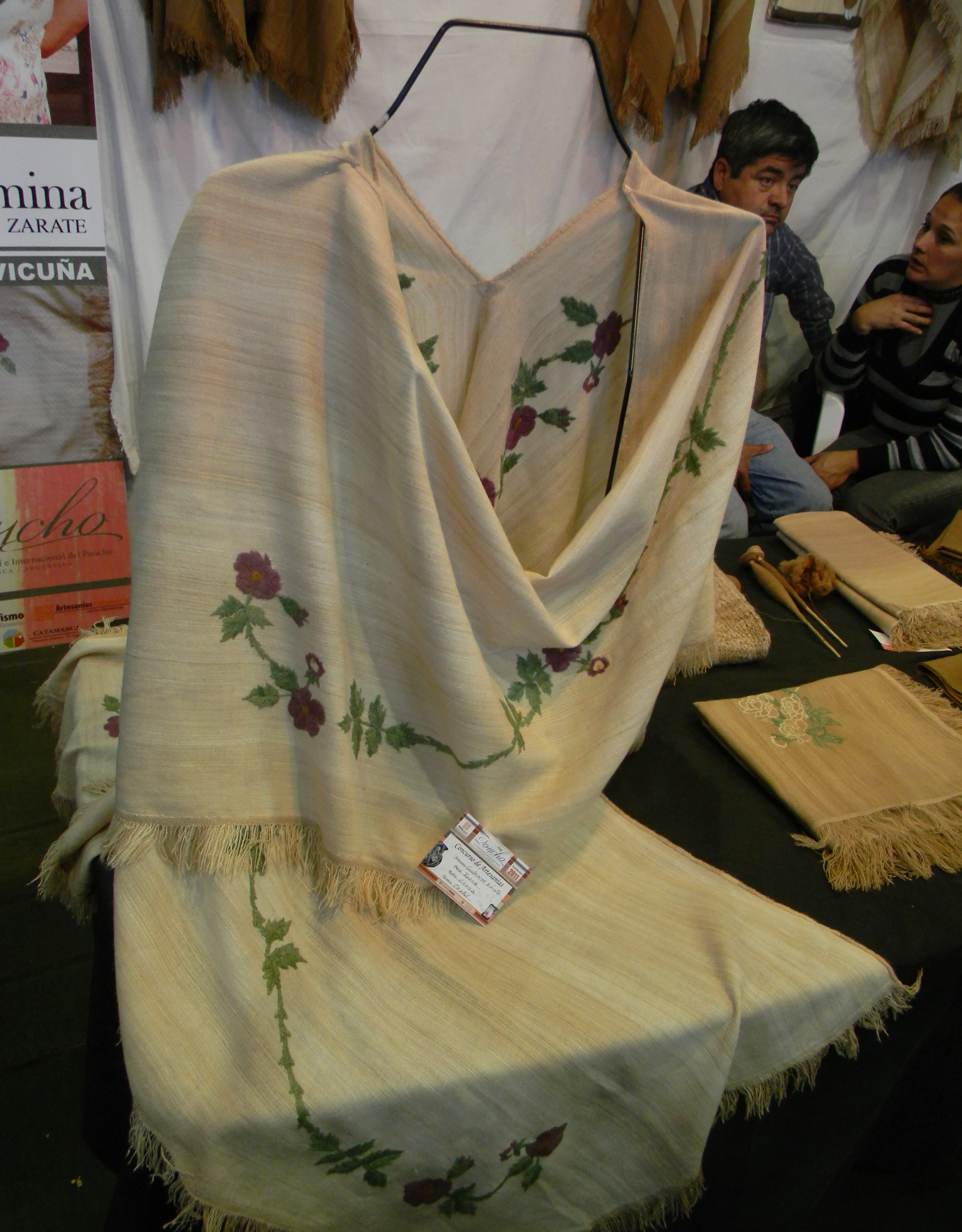
Ruana aus Vikunjawolle

Die Inka trieben Vikunjas zu Zehntausenden in Gatter, schoren die Wolle zur ausschließlichen Verwendung durch hohe Adlige und ließen die Tiere dann wieder frei. Im 20. Jahrhundert wurden Vikunjas für ihre Wolle gejagt. Dadurch nahm die Population bis in die 1970er Jahre auf etwa 8000 Tiere ab, woraufhin Vikunjas bis 1994 unter Artenschutz standen und im CITES Anhang I aufgeführt waren. Als sich die Population teilweise erholt hatte, wurden sie in CITES Anhang II gelistet. In Peru, Chile, Bolivien und Argentinien werden sie zur kommerziellen Nutzung freilaufend in Nationalparks gehalten, seltener auch in weitläufigen Gehegen (vor allem in Argentinien). In Peru wurden 1994 drei Unternehmen lizenziert, Vikunjawolle legal zu gewinnen und zu exportieren: Loro Piana, Agnona und Incalpaca TPX. Im Jahr 2009 wurden weltweit 5500 bis 6000 Kilogramm Vikunjawolle gewonnen.
Die Haare des Vikunja werden heute nach einem traditionellen Zusammentreiben („chaccu“) in Gattern geschoren. Dabei wird alle zwei Jahre eine Wolle mit einer durchschnittlichen Faserlänge von 2–4 cm gewonnen. Das Gewicht an geschorenen Wollhaaren beträgt alle zwei Jahre pro Tier etwa 250 g bis 450 g, nach Entfernung der unerwünschten Deckhaare vom Wollhaar. Nach einer Entfernung von Verschmutzungen und Verfilzungen folgt eine Sortierung der Wolle zur Entfernung der Deckhaare. Anschließend werden die Wollhaare kardiert, zu einem Garn gesponnen und zu Textilien gewebt oder gestrickt. Bei gewebten Stoffen wird die Oberfläche oftmals geraut, um einen weicheren Griff, höheres Volumen und höhere Wärmeisolation zu erzeugen. Die Wolle der Vikunjas gilt als die seltenste und teuerste legale Wolle der Welt, denn Shahtoosh ist zwar feiner und teurer, aber die Nutzung aufgrund des Artenschutzes nach CITES untersagt. Im Jahr 2010 wurde Rohwolle des Vikunja für etwa 7–15 Euro pro Unze gehandelt. Aus sortierter und kardierter Wolle gesponnenes Garn kostet im Einzelhandel 300 Euro pro Unze. Meist wird sie naturfarben verarbeitet, da die Struktur des Vikunjahaars unter einem Bleichen oder Färben leidet. Nördliche Populationen der Vikunjas zeigen am Rücken eine eher zimtartige Fellfarbe, südliche einen beigen Farbton; das Haar am Bauch stellt einen kleineren Teil, der deutlich heller ist. Weiße Vikunjawolle erzielt höhere Preise. Neben gestrickten Pullovern und Socken werden aus Vikunjawolle auch Stoffe gewebt, die zu exklusiver Maßkleidung verarbeitet werden. Ein Jackett kann bis zu 21.000 Euro kosten, ein Maßanzug beginnt bei 32.000 Euro.

## Reinigung
Wie alle proteinbasierten Fasern (Wolle, Seide) werden Produkte aus Vikunjawolle durch eine chemische Reinigung (wasserfrei) oder mit der Hand in lauwarmem Wasser mit einem Wollwaschmittel gereinigt. Voll- und Buntwaschmittel sind ungeeignet, da sie unter den Waschmittelenzymen auch proteinabbauende Enzyme enthalten, welche die Haarstruktur beschädigen. Bei hydrophilen Textilien wie solchen aus Wolle kann ein Wasserkontakt durch das Quellen und das beim Trocknen folgende Schrumpfen zu einer Fadenverkürzung und somit zum Einlaufen des Textils führen, in Wäschetrocknern wird die Schrumpfung verstärkt. Wegen einer Neigung zum Verfilzen sollten Textilien aus Vikunjawolle nicht gewrungen oder gerieben, können aber getupft werden.